# Borne de propriété militaire
Ne doit pas être confondu avec Borne de servitude militaire ou Borne milliaire.

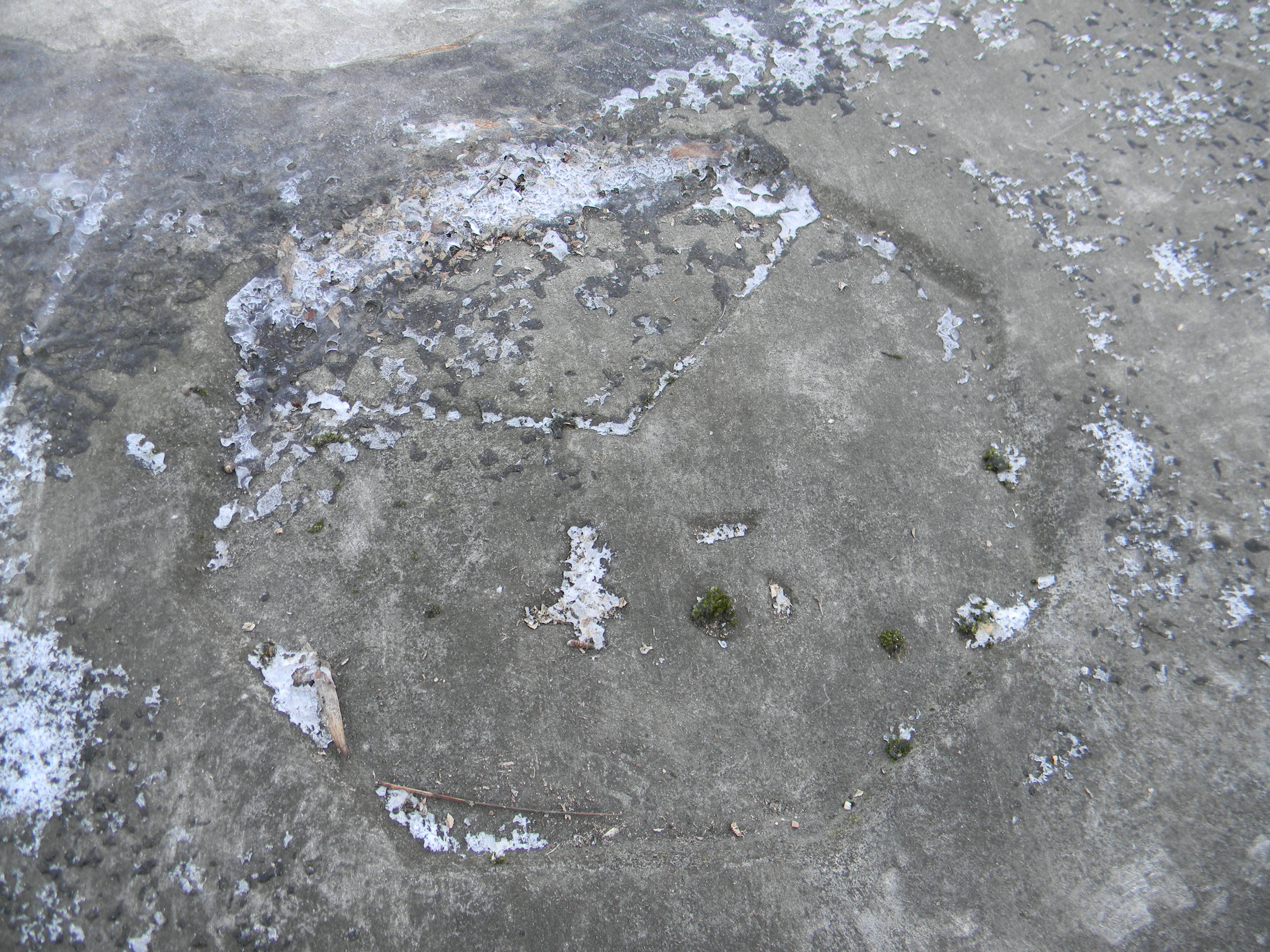
Borne de propriété du Fort de Vaise gravée dans la pierre d'un mur.

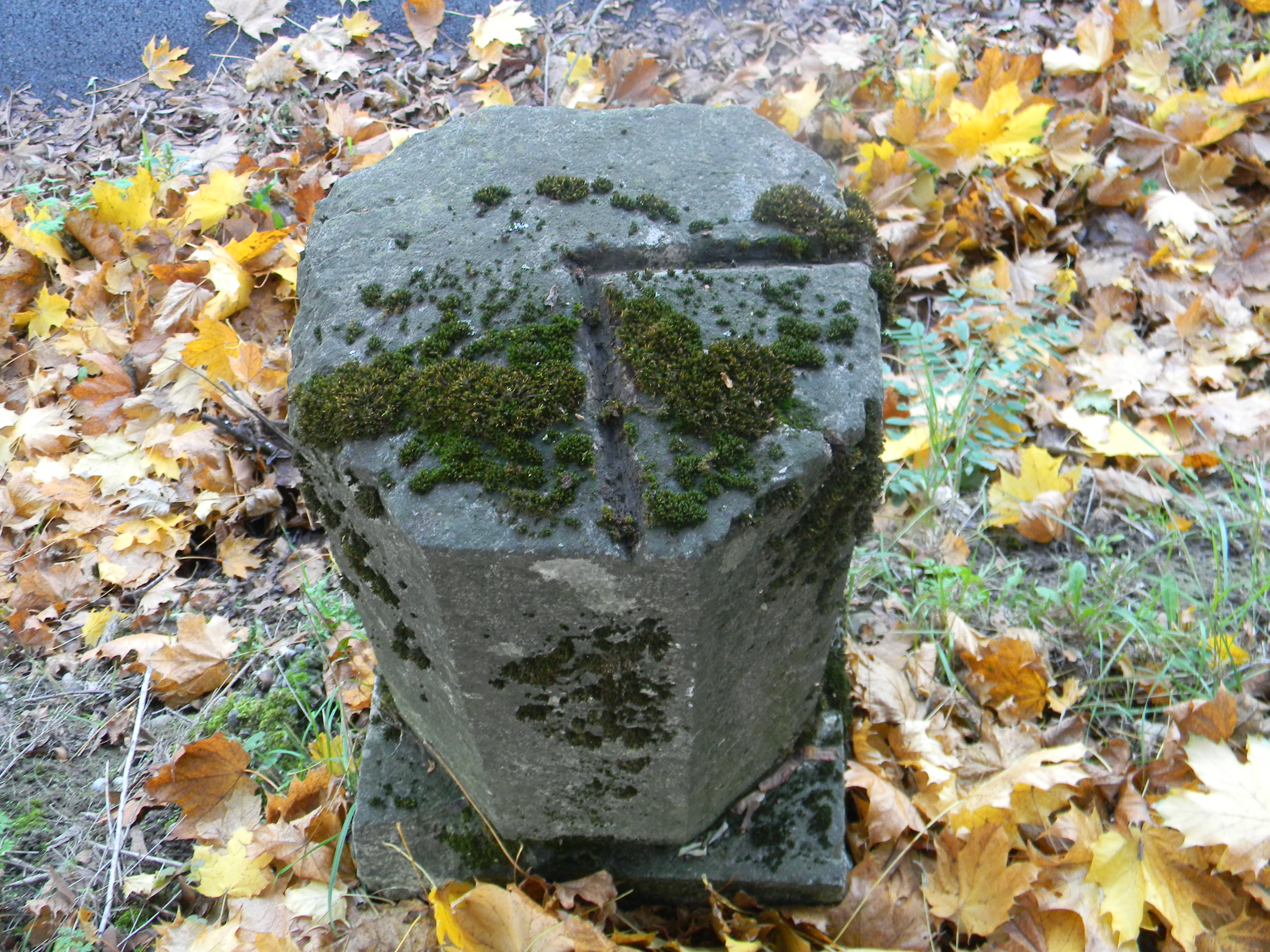
Borne de propriété sur une pierre calcaire au fort de Meyzieu.

En France, les bornes de propriété militaire ou d'emprise militaire sont des balises de forme octogonale, en pierre massive à embase enterrée, servant à délimiter les terrains acquis par l'armée autour d'un édifice militaire au cours du XIXe siècle. Situées à chaque angle du terrain, elles sont généralement numérotées en chiffres arabes et indiquent sur leur sommet les directions des autres bornes. Elles peuvent être gravées à même la pierre des murs ou sur une borne en calcaire plantée dans le sol.
On retrouve ce type de bornes autour des fortifications Séré de Rivières et Rohault de Fleury. Lorsque l'armée a cédé la plupart de ses ouvrages vers le milieu du XXe siècle, elle a rarement déposé ces bornes qui délimitent maintenant des propriétés communales ou privées.
Il ne faut pas les confondre avec les bornes de servitude militaire qui délimitent trois zones (250 m, 487 m et 974 m pour les forts, 250 m, 487 m et 584 m pour les redoutes) autour d'un ouvrage militaire. Ces bornes sont carrées, indiquent elles aussi les directions des prochaines bornes et sont gravées en chiffres romains.
L'article 5 de l'ordonnance du 20 décembre 2004 abroge les lois associées à ces bornes.